# Crafoord
Crafoord [ˈkrafɔrd] är ett namn, som bärs av en svensk, månghövdad adlig släkt med ursprung i Skottland, där den är känd sedan början av 1100-talet. Den svenska ätten stammar från en gren bosatt i Aberdeenshire, Craufurd of Fedderat, och kom sannolikt under Karl IX:s regeringstid till Sverige. Den är definitivt belagd i Sverige 1610.
Kaptenen i svensk tjänst Jacob Crafoord (död 1629) fick 1621 på grundval av ett bördsbrev utfärdat av George Gordon, 1:e markis av Huntly, naturalisation med svensk frälsemans förmåner och 1626 en donation på Eknö i Västmanland under adliga privilegier. Hans sonson Jacob Crafoord (1652–1692) fick 20 augusti 1668 kunglig remiss om introduktion och introducerades 27 augusti samma år på Riddarhuset som adliga ätten nummer 743. Ätten uppflyttade 3 november 1778 i dåvarande riddarklassen.
Den 31 december 2013 var 187 personer med efternamnet Crafoord bosatta i Sverige.

## Personer med efternamnet Crafoord

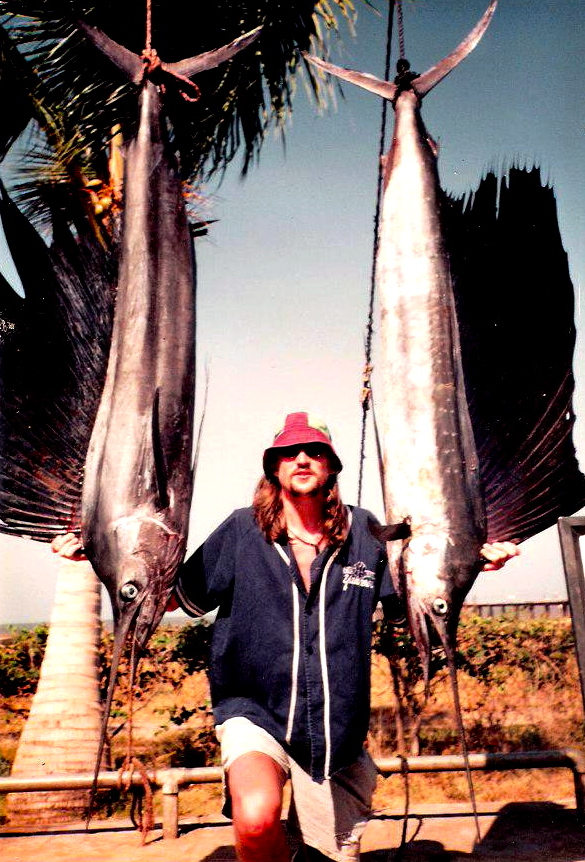
Wille Crafoord.

- Ann-Mari Crafoord (Fröier) (1925–2017), jazzsångare, pianist
- Anna-Greta Crafoord (1914–1994), mecenat, maka till Holger Crafoord
- Birgitta Crafoord (1936–1999), entreprenör, dotter till Holger Crafoord
- Carl Crafoord (1824–1896), domare, riksdagsman
- Carl-George Crafoord (1921–2006), diplomat
- Casa Crafoord (1895–1964), överste
- Clarence Crafoord (1899–1983), thoraxkirurg
- Clarence Crafoord (född 1936), psykiater, psykoanalytiker och författare, sysslings son till sin ovanstående namne
- Fredrik Crafoord (född 1969), värdepappershandlare
- Gert Crafoord (1929–2018), violinist, son till kirurgen Clarence Crafoord
- Göran Crafoord (född 1939), seglare
- Holger Crafoord (1908–1982), industriman och donator (adopterad, därför ej tillhörig den adliga ätten)
- Jacob Crafoord (1861–1913), riksdagsledamot
- John Crafoord (1924–2021), överste, slottsfogde och militärhistoriker
- Josefin Crafoord (född 1973), programledare, tidigare gift med Wille Crafoord
- Karin Crafoord (1937–1988), född Hultberg, psykoterapeut, gift med psykiatern Clarence Crafoord
- Lena Crafoord (född 1937), född Brundin, skådespelare, gift med violinisten Gert Crafoord
- Ralph Crafoord (1905–1990), bibliotekschef
- Ralph Crafoord (född 1936), professor i bearbetningsteknologi
- Wille Crafoord (född 1966), musiker, son till psykiatern Clarence Crafoord